# Middelfart VK
Middelfart VK – duński klub siatkarski z Middelfart, założony w 1964 roku. Obecnie występuje w najwyższej klasie rozgrywkowej Elitedivision.

## Bilans sezon po sezonie
| Sezon     | Rozgrywki ligowe | Puchar Danii | Klubowe Mistrzostwa Krajów Nordyckich (NEVZA) | Europejskie puchary                              |
| Sezon     | Miejsce          | Puchar Danii | Klubowe Mistrzostwa Krajów Nordyckich (NEVZA) | Europejskie puchary                              |
| --------- | ---------------- | ------------ | --------------------------------------------- | ------------------------------------------------ |
| 1972/1973 | 2. miejsce       |              |                                               |                                                  |
| 1973/1974 | 1. miejsce       |              |                                               |                                                  |
| 1974/1975 | 2. miejsce       |              |                                               | Puchar Europy Mistrzów Klubowych – runda 1/8     |
| 1975/1976 | 1. miejsce       |              |                                               |                                                  |
| 1976/1977 | 1. miejsce       | 1. miejsce   |                                               | Puchar Europy Mistrzów Klubowych – runda wstępna |
| 1977/1978 | 2. miejsce       | 1. miejsce   |                                               | Puchar Europy Mistrzów Klubowych – runda wstępna |
| 1978/1979 | 2. miejsce       |              |                                               | Puchar Europy Zdobywców Pucharów – 1/8 finału    |
| 1979/1980 | 3. miejsce       |              |                                               |                                                  |
| 1980/1981 | 3. miejsce       | 1. miejsce   |                                               |                                                  |
| 1981-2000 | Brak danych      | Brak danych  | Brak danych                                   | Brak danych                                      |
| 2000/2001 | 4. miejsce       |              |                                               |                                                  |
| 2001/2002 | 5. miejsce       |              |                                               | Puchar CEV – faza kwalifikacyjna                 |
| 2002/2003 | 7. miejsce       |              |                                               |                                                  |
| 2003/2004 | 6. miejsce       |              |                                               |                                                  |
| 2004/2005 | 10. miejsce      |              |                                               |                                                  |
| 2005/2006 | 2. miejsce       |              |                                               |                                                  |
| 2006/2007 | 3. miejsce       | 2. miejsce   |                                               |                                                  |
| 2007/2008 | 3. miejsce       | 2. miejsce   |                                               |                                                  |
| 2008/2009 | 4. miejsce       |              | 3. miejsce                                    |                                                  |
| 2009/2010 | 3. miejsce       | półfinał     | 2. miejsce                                    |                                                  |
| 2010/2011 | 2. miejsce       | 2. miejsce   | 2. miejsce                                    |                                                  |
| 2011/2012 | 1. miejsce       | półfinał     | 4. miejsce                                    |                                                  |
| 2012/2013 | 3. miejsce       | półfinał     | 6. miejsce                                    |                                                  |
| 2013/2014 | 3. miejsce       | półfinał     | 3. miejsce                                    |                                                  |
| 2014/2015 | 2. miejsce       | półfinał     | 4. miejsce                                    |                                                  |
| 2015/2016 | 6. miejsce       | półfinał     | 10. miejsce                                   |                                                  |
| 2016/2017 | 5. miejsce       | ćwierćfinał  | 10. miejsce                                   |                                                  |
| 2017/2018 | 2. miejsce       | półfinał     |                                               |                                                  |
| 2018/2019 | 4. miejsce       | ćwierćfinał  |                                               |                                                  |
| 2019/2020 | 5. miejsce       | 1/8 finału   |                                               |                                                  |
| 2020/2021 | 3. miejsce       | 1. miejsce   |                                               |                                                  |
| 2021/2022 | 1. miejsce       | 2. miejsce   |                                               | Puchar Challenge – runda kwalifikacyjna          |
| 2022/2023 |                  | ćwierćfinał  |                                               |                                                  |